# Gulfstream III
Il Gulfstream III, un business jet prodotto dalla Gulfstream Aerospace, è una versione aggiornata del Grumman Gulfstream II.

## Varianti

### Civili
- G-1159A Gulfstream III - Business jet con 2 o 3 membri dell'equipaggio.

### Militari
- C-20A - Variante utilizzata dalla USAF con configurazione a 14 passeggeri e cinque membri dell'equipaggio, ritirato dal servizio nel 2002. Un esemplare è stato trasferito alla NASA per essere utilizzato come velivolo di prova.[2][3][4]
- C-20B - Variante utilizzata dalla USAF e dalla USCG con componenti elettroniche aggiornate, utilizzata per il trasporto di equipaggiamento militare.[2]
- C-20C - Variante aggiornata del C-20B, con protocollo di comunicazione criptato.[2]
- C-20D - Variante utilizzata dalla USN per supporto operativo, con apparecchiature di comunicazione modificate ad uso specifico della Marina.[2]
- C-20E - Variante utilizzata dalla U.S. Army con fusoliera allungata, utilizzata come aereo di supporto operativo.[2][5]
- Gulfstream III SRA-1 - Variante da esportazione utilizzata per ricognizione.
- Gulfstream III SMA-3 - Variante da esportazione per la Danimarca, dotato di un radar di ricerca APS-127 della Texas Instruments. Utilizzato per ricognizioni e pattugliamenti marittimi, ricerca, soccorso e per trasporto VIP, non sono più in servizio.

## Utilizzatori

### Militari
Algeria
 Camerun
- Aeronautica militare del Camerun

1 G.III consegnato.
 Costa d'Avorio
- Force Aérienne de la Côte d'Ivoire

1 G.1159A Gulfstream III consegnato ed in organico al gennaio 2019.
 Danimarca
- Aeronautica militare della Danimarca[8]

 Gabon
 Ghana
- Aeronautica militare del Ghana

 Italia
- Aeronautica militare italiana - (fuori servizio)[9]

 India
- Aeronautica militare indiana

3 Gulfstream G.1159A consegnati.
 Irlanda
- Aeronautica militare irlandese - (in leasing)

 Messico
- Aeronautica militare del Messico - (fuori servizio)

 Marocco
- Aeronautica militare del Marocco

 Oman
 Arabia Saudita
 Togo
 Uganda
- Ugandan Air Force

 Stati Uniti
- United States Air Force
- United States Navy
- United States Army
- United States Coast Guard
- NASA

 Venezuela
- Aeronautica militare del Venezuela

 Zimbabwe
- Aeronautica militare dello Zimbabwe